# Types de verre
On distingue plusieurs types de verre selon leur composition chimique, leur utilisation ou leur technique de fabrication.

## Verres anciens
En termes de vitrerie, à la fin du XVIIIe siècle, le verre est une matière transparente dont on garnit l'intérieur des châssis de fenêtres et autres châssis. On connaît plusieurs qualités de verre: le blanc, le demi-blanc et le vert. On distingue aussi plusieurs sortes de verre par la forme et les lieux de fabrication:
- Verre en plat ou à boudine - Pièce de verre ronde de 36 à 40 pouces de diamètre, ayant un nœud ou boudine au milieu - La qualité de ce verre est la plus commune et on n'en fait presque plus usage.
- Verre en manchon ou en feuille - Verre qui se souffle de toutes les mesures que l'on désire[pas clair], et qui se vend en feuilles.
- Verre d'Alsace - Verre commun et qui se vend en feuille - On en distingue de trois sortes; le verre ordinaire, le verre teinte blanche ou demi-blanc et le verre double.
- Verre en table ou verre de Bohême - Verre le plus blanc comme le plus épais de tous - Il se fabrique dans diverses parties de la France et on en connaît de trois qualités en raison de sa plus ou moins grande épaisseur.
- Verre de couleur - Qualité de verre semblable à celui dit de Bohême pour l'épaisseur et que l'on colore en rouge, jaune, bleu, etc.
- Verre double - Verre de Bohême qui est plus épais que le verre de Bohème ordinaire.
- Verre à estampe - Verre de Bohème le plus mince.
- Verre en paquet - La manière de livrer le verre blanc qui lui fait donner ce nom dans le commerce - Chaque paquet est du même prix et contient plus ou moins de feuilles.
- Verre layé - Verre qui est calciné et privé en partie de sa transparence; ce défaut n'existe que dans le verre blanc - On le nomme aussi verre gras.
- Verre à vitre - Verre commun dit verre d'Alsace.
- Verre dépoli - Verre dont on a détruit le vernis en frottant sa surface avec du sable ou de l'émeri et une molette de grès.

## Composition chimique
- le verre sodocalcique, le plus courant, élaboré à partir d'oxydes de sodium Na2O et de calcium CaO ;
- le verre borosilicate adapté pour la verrerie de laboratoire (résistant aux variations de température, inertie chimique) ;
- le verre de quartz fait à partir de silice ;
- le verre potassique, élaboré à partir de potasse K2O établi par le mélange cendres de bois de fougère[2] ou de hêtre plus du sable et de la chaleur au Moyen-Âge ;
- le verre liquide, désignation commune à différents silicates ou hydrosilicates, à applications industrielles et dans le bâtiment ;
- le cristal, défini par sa teneur en oxyde de plomb PbO de 10 à 33 % (plus de 25 % pour une appellation commerciale en France), en recul à cause de la pollution émise par sa fabrication ;
- le verre volcanique ;
- la fulgurite, verre créé naturellement par des impacts de foudre dans du sable.

## Utilisation
- le verre optique, utilisé notamment dans les domaines de la lunetterie, des instruments d'optiques ou de l'automobile (pare-brise)
  - verre photochromique
- les récipients en verre (verre creux)
  - le Pyrex (un verre borosilicate), marque déposée par Corning Glass Works. Il s'agit d'un type de verre résistant aux changements rapides de température grâce à son coefficient de dilatation thermique (33 × 10−7 K−1) faible. Il est fréquemment utilisé pour la vaisselle et la verrerie de laboratoire. Il doit être passé au four pour être recuit.
- l'émail utilisé pour l'émaillage
- le strass, verre avec un très haut indice de réfraction grâce à l'inclusion d'un pourcentage élevé de plomb. Il sert principalement à réaliser des bijoux fantaisie.
- la fibre de verre
  - en renforcement dans les bétons et polymères
  - en isolation (laine de verre)
  - en optique (fibre optique)
- Dans le domaine de la construction :
  - la laine de verre
  - le verre cellulaire
  - les briques de verre
  - le verre plat (vitres et miroirs)
  - le verre imprimé
- Dans le domaine des transports :
  - le verre feuilleté, utilisé pour les pare-brises
  - le verre athermique, verre recouvert d’un revêtement réfléchissant les infrarouges. Surtout utilisé dans les autobus et certains autocars récents[3], il peut aussi être posé dans une pièce très exposée au soleil. On le trouvera également fréquemment dans les doubles vitrages antisolaires[4]. Le verre athermique, au moins dans ses implémentations actuelles, a une légère coloration verte.
- le verre autonettoyant est un verre qui, de par un revêtement microscopique spécial, a la capacité de dégrader les salissures organiques et donc de rester propre plus longtemps qu'un verre ordinaire.
- le verre antibactérien
- le verre pare-feu
- le verre de sécurité
  - le verre armé
  - le verre blindé
  - le verre feuilleté

## Technique de fabrication
- le verre flotté qui permet d'obtenir du verre plat
- le verre bombé obtenu à partir d'un verre plat
- le verre trempé, pour améliorer ses propriétés mécaniques
- les différentes techniques artisanales
  - le verre filé et le verre étiré
  - le verre dépoli est un verre comportant d'infimes aspérités lui conférant une translucidité, par opposition à la transparence naturelle du verre
  - le verre cannelé est obtenu en soufflant du verre à l'intérieur d'un moule comportant les rainures nécessaires
  - le verre craquelé présente des craquelures dans la masse tout en étant lisse à la surface extérieure, il est utilisé principalement pour réaliser des vases et des pichets
  - le verre bullé comporte des bulles d'air
  - le verre laqué
  - le verre sablé